# Dolní Ples t. Vodní Ples
Dolní Ples t. Vodní Ples (německy Unter Plesz nebo Wasser Plesz) je malá vesnice, část obce Rasošky v okrese Náchod. Nachází se asi 1,5 km na severozápad od Rasošek, v katastrálním území Rasošky o výměře 5,51 km². Vesnice leží na břehu Labe, na samém okraji Východolabské tabulce, která směrem k Rasoškám přechází v Orlickou tabuli.

## Název
Jméno vesnice Ples je odvozeno od apelativa „ples“, tj. prohlubeň v řece.
Současný oficiální název sídla je „Dolní Ples t. Vodní Ples“. V původním významu se jedná o dvojitý název, neboť v minulosti byla ves označována buď jako Dolní Ples, nebo jako Vodní Ples. Ve statistických lexikonech obcí a jinde proto byly uváděny oba rovnocenné názvy spojené příslovcem „také“, zkracovaném jako „t.“. Hovorově se používá jeden z názvů, dvojice jmen propojená zkratkou „t.“ se ale v pozdějších dobách ustálila jako oficiální název sídla.

## Historie
První písemná zmínka o vesnici Ples pochází z roku 1186, k roku 1271 je zde doložena fara. Stával zde farní kostel svatého Jiljí. Do 16. století vlastnil statek Ples rod Plesských z Levína, poté Plesové Heřmanští ze Sloupna, Johanka Zárubová ze Sloupna a poté rod jejího manžela. V roce 1601 se statek stal součástí smiřického panství. Protože nad soutokem Labe a Metuje byla ve druhé polovině 18. století vyměřena nová pevnost, prodal kníže Jan Václav Paar smiřické panství císaři Josefovi II. a královské komoře. Většina Plesu byla zbořena, včetně kostela (1783) a zámku, a na místě vsi byla postavena pevnost Ples (1780–1789), později přejmenovaná na Josefov. Obyvatelstvo bylo vystěhováno do Nového Plesu a Rasošek, vsí, které byly nedaleko nově založeny.
Z původního Plesu, který tvořil dlouhou ves podél Labe, Metuje a rybníka, zůstaly zachovány dvě okrajové části. Z východního konce vznikla ves Starý Ples, zatímco západní konec získal název Dolní či Vodní Ples. Po zrušení patrimoniální správy v polovině 19. století byla vesnice do 80. let 19. století osadou obce Ples (ta byla tehdy definitivně oficiálně rozdělena na Starý Ples, Nový Ples a Rasošky) a od té doby je součástí obce Rasošky.
Současný Dolní Ples t. Vodní Ples tvoří především zástavbu na levém břehu Labe, na níž urbanisticky navazuje čtvrť Nový Josefov, součást města Jaroměř. Jižně od vsi se u silnice do Rasošek nachází josefovský vojenský hřbitov. Součástí Dolního Plesu t. Vodního Plesu je také jedna budova (čp. 9) na západním okraji katastrálního území v osadě Zálabí a několik budov, které urbanisticky splývají se zástavbou Rasošek (čp. 11, 13, 14).